# Christoph Stenschke

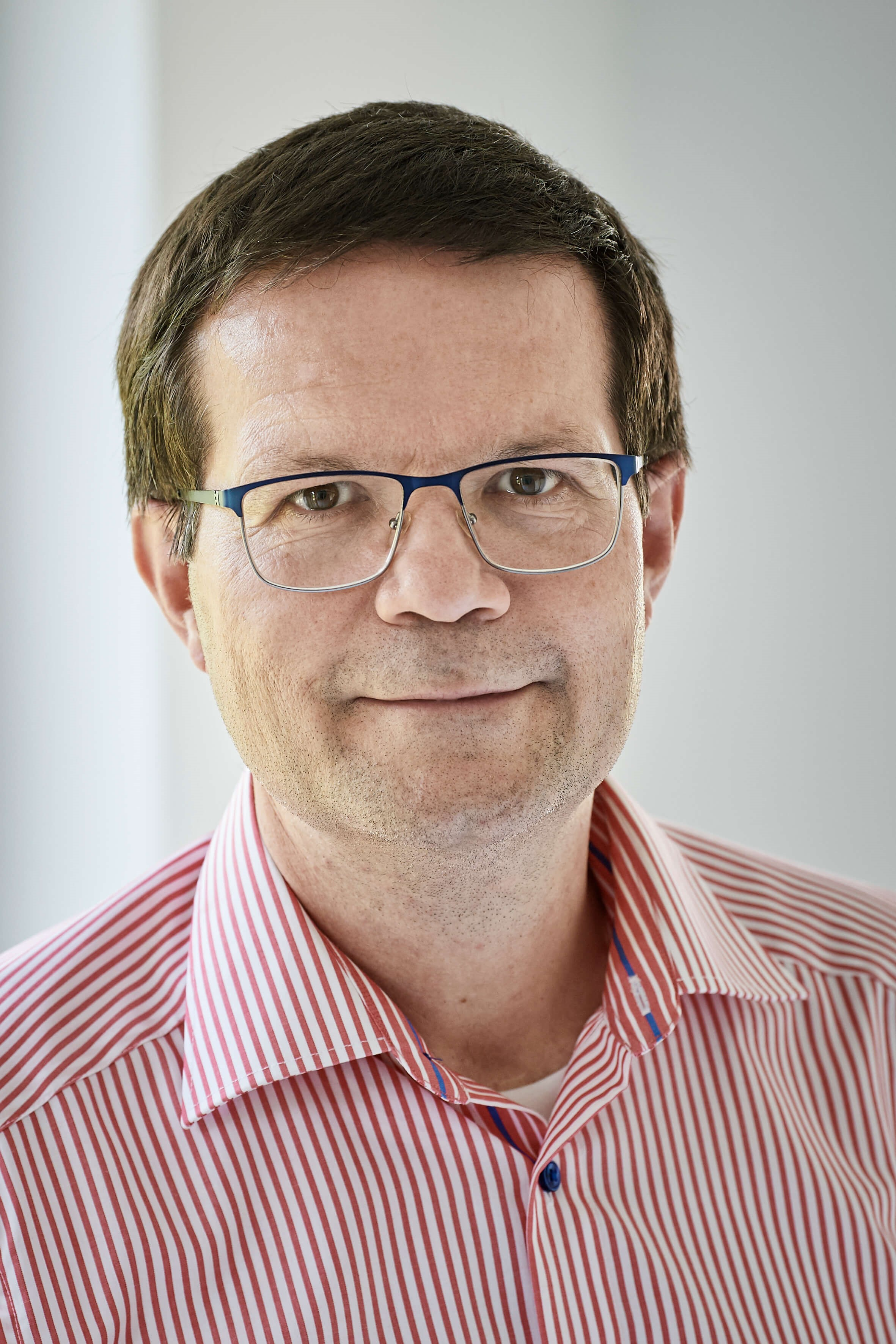
Christoph Stenschke 2019

Christoph W. Stenschke (* 1966 in Augsburg) ist evangelischer Theologe und Dozent für Neues Testament an der Biblisch-Theologischen Akademie, Forum Wiedenest in Bergneustadt, Nordrhein-Westfalen.

## Leben
Christoph Stenschke studierte von 1987 bis 1992 an der Freien Theologischen Akademie in Gießen und an der Justus-Liebig-Universität Gießen. Danach studierte er an der University of Aberdeen in Schottland (1993–1997) und promovierte bei I. Howard Marshall mit der Studie Luke’s Portrait of the Gentiles Prior to Their Coming to Faith (deutsch: Das Bild der Heiden vor ihrer Bekehrung im lukanischen Doppelwerk). Im Sommersemester 1997 war er Gastdozent am International Baptist Theological Seminary in Prag. Nach einem Kandidatenjahr am Theologischen Seminar des Bundes Evangelisch-Freikirchlicher Gemeinden in Elstal wurde er 1998 zum Pastor im Bund Evangelisch-Freikirchlicher Gemeinden ordiniert und in die Evangelisch-Freikirchliche Gemeinde Stralsund (Baptisten) berufen. Seit Herbst 2001 ist er Dozent für Neues Testament an der Biblisch-Theologischen Akademie (Forum Wiedenest) in Bergneustadt, wo er neben seiner Lehrtätigkeit im Aufbau- und Schulungskurs dieser Akademie das Akademische Aufbauprogramm leitet. Außerdem ist er seit 2005 Professor extraordinarius (außerordentlicher Professor) der Universität von Südafrika (UNISA, Department of Biblical and Ancient Studies, College of Human Sciences). Seit März 2022 ist Stenschke zudem Professor extraordinarius am Department of New Testament and Related Literature der Universität von Pretoria sowie seit Mai 2025 Privatdozent in der Abteilung für Neues Testament, Evangelisch-Theologische Fakultät, Rheinische Friedrichs-Wilhelms-Universität Bonn.
Stenschke ist verheiratet und hat zwei Kinder.

## Weiteres Engagement
Stenschke war Generalsekretär der Fellowship of European Evangelical Theologians (2002–2008). Er ist Mitglied im Arbeitskreis für evangelikale Theologie, in der Ökumenischen neutestamentlichen Sozietät der Universität Bonn, in der New Testament Society of South Africa. Außerdem ist er 1. Vorsitzender der Gesellschaft für Bildung und Forschung in Europa.
Zudem ist Stenschke Mitherausgeber des European Journal of Theology, des Journal for the Study of Paul and His Letters und des Journal of Gospels and Acts Research.
Stenschke ist als Mitglied der CDU-Fraktion seit 2009 als Stadtverordneter im Rat der Stadt Bergneustadt. Er arbeitet im Haupt- und Finanzausschuss sowie im Sozial- und Kulturausschuss des Rates mit.

## Veröffentlichungen in Auswahl

### Artikel
- “’And there arose a sharp disagreement’ (Acts 15:39): Inner-Christian conflicts and their resolution in Acts 6–15” in T. Faix, J. Reimer, G. J. van Wyngaard (eds.). Reconciliation: Christian Perspectives – Interdisciplinary Approaches. Interdisziplinäre und theologische Studien 4 (Münster: LIT, 2020), 45–59.
- “Conflict in Acts 1–5: ‘Religious’ and Other Factors”, Neotestamentica 50.1, 2016, 211–245.
- „Das paulinische Evangelium und die Christen jüdischer Herkunft im Römerbrief“, Ephemerides Theologicae Lovanienses 93.2, 2017, 239–267.
- “David Bosch, Paulus und die Mission der Kirche”: European Journal of Theology 21, 2012, 133–147.
- “‘Denn ihr wart früher Finsternis …’ (Eph 5,8): Die Darstellung der Leser vor ihrer Bekehrung und ihre Funktion im Epheserbrief”, in Tina Arnold, Walter Hilbrands, Heiko Wenzel (Hrsg.), Herr, was ist der Mensch, dass du dich seiner annimmst? (Psalm 144,3): Beiträge zum biblischen Menschenbild, TVG (Witten: SCM R. Brockhaus, 2013), 209–228.
- „Die Bedeutung der übergemeindlichen Verbindungen für die neutestamentliche Wissenschaft“, Journal of Early Christian History 9.3, 2019, 1–47
- „Die Erneuerung der Schöpfung nach dem Römerbrief: Erwägungen mit berechtigter Hoffnung“, in Carsten Claussen, R. Dziewas, D. Sager (Hrsg.). Dogmatik im Dialog. FS Uwe Swarat. Beihefte zur Ökumenischen Rundschau 132 (Leipzig: EVA, 2020), 107–118.
- „Einer Frau gestatte ich nicht, dass sie lehre“ (1 Timotheus 2:12): Exegese – Hermeneutik – Kirche, HTS Teologiese Studies / Theological Studies 75, 3.2019
- “Gefahren und Chancen von materiellem Besitz im Neuen Testament”. European Journal of Theology 22, 2013, 4–18.
- “Gesandt wie Jesus – neutestamentliche Grundlegung der Mission”, in Erhard Michel, Johannes Reimer, Elmar Spohn (Hrsg.). Christus für die Welt: Theologische Beiträge zur Mission und Gemeindegründung im Umfeld von Allianz-Mission und Freien evangelischen Gemeinden. Festschrift zum 125-jährigen Jubiläum der Allianz Mission (Witten: Bundesverlag, 2014), 31–54. ISBN 978-3-86258-039-2
- „Het Evangelie voor de Heidenen“, in A. Baum, R. van Howelingen (Hrsg.), Theologie van het Nieuwe Testament in twintig thema’s (Utrecht: KokBoekencentrum Uitgevers, 2019), 291–308.
- “Interreligious Encounters in the Book of Acts”, in H. Hagelia, M. Zehnder (eds.). Interreligious Relations: Biblical Perspectives: Proceedings from the Second Norwegian Summer Academy of Biblical Studies (NSABS), Ansgar University College, Kristiansand, Norway, August 2015. T & T Clark Biblical Studies (London, Oxford, New York: Bloomsbury T & T Clark, 2017), 135–179.
- „Issues of Power, Authority and Interdependence from a New Testament Perspective“, American Baptist Quarterly 38, 2019, 54–84. 62 S.
- “Jesus as the prophet according to Deuteronomy 18:15–22”, Journal of Gospels and Acts Research 3, 2019, 69–96.
- „Migration und Mission nach der Apostelgeschichte“, ZMR 101, 2017, 202–217.
- “Mission und Gemeinde in der Apostelgeschichte des Lukas”, Zeitschrift für Missionswissenschaft und Religionswissenschaft 94, 2010, 267-85.
- Notwendige Ergänzungen „auf dem Weg zu einem glaubwürdigen Christentum“, Kirche und Israel 27, 2012, 33–48.
- „Paulinisch ‚evangelisch‘: Das ‚Evangelium‘ nach dem Brief des Paulus an die Römer“, in W. Haubeck, W. Heinrichs (Hrsg.), Evangelisch heißen – evangelisch sein. Theologische Impulse 27 (Witten: SCM Bundesverlag, 2015), 7–56.
- “Paul’s References to Women in His Letter to the Romans and Their Function in the Argument of the Letter: A Modest Proposal”, Neotestamentica 54.1, 2020, 1–45
- “’Sacherklärungen’ in biblischen Texten – Vorkommen und Bedeutung für die Bibelübersetzung”, in Acta Theologica 33, 2013, 214–239.
- „‚… samt allen Heiligen in ganz Achaia‘ (2 Kor 1,1): Übergemeindliche Verbindungen im Brief des Paulus und Timotheus an die Gemeinden Korinths und Achaias“: Ephemerides Theologicae Lovanienses 94.3, 2018, 601–634.
- „‚… samt allen, die den Namen unseres Herrn Jesus Christus anrufen an jedem Ort, bei ihnen und bei uns‘ (1 Kor 1,2): Übergemeindliche Verbindungen und ihre Funktion im 1 Korintherbrief“: Estudios Biblicos 76.2, 2018, 265–297.
- „… sandten die Apostel zu ihnen Petrus und Johannes“ (Apg 8,10): Überörtliche Verbindungen der urchristlichen Gemeinden in der Darstellung der Apostelgeschichte des Lukas, Ephemerides Theologicae Lovanienses 87, 2011, 433–453.
- “The Background to Paul’s Insistence on Financial Transparency in His Collection Enterprise for the Saints in Jerusalem”, Estudios Biblicos 77.3, 2019, 393–434.
- “The Conflict of Acts 1–8:3 in View of Recent Research on Religious Conflict in Antiquity Part Two: Enabling Conditions and Other Factors”, European Journal of Theology 26, 2017, 114–134.
- “The Leadership Challenges of Paul’s Collection for the Saints in Jerusalem: Part I: Overcoming the Obstacles on the Side of the Gentile Christian Donors”, Verbum et Ecclesia 36(1), 2015, Art. #1406, 14 pages.
- “The Leadership Challenges of Paul’s Collection for the Saints in Jerusalem: Part II: Overcoming the Obstacles on the Side of the Recipients and of Paul”, Verbum et Ecclesia 38.1, 2017, Art. #1693, 14 pages.
- „’Us Plus Them’: Coping with Increasing Diversity in Early Christianity According to Acts 1–15“, in J. Barentsen, S. C. van den Heuvel, V. Kessler (eds.), Increasing Diversity: Loss of Control or Adaptive Identity Construction? CPLSE 5 (Leuven: Peeters, 2018), 133–146
- „Übergemeindliche Verbindungen im Urchristentum nach dem Galaterbrief“, HTS Teologiese Studies / Theological Studies 74.4, 2018, 1–14.
- „Übergemeindliche Verbindungen im Urchristentum nach dem Philemonbrief“, Estudios Biblicos 78.1 (2020), 235–279.
- „Übergemeindliche Verbindungen im Urchristentum nach dem Philipperbrief“, Neotestamentica 52.2, 2018, 377–431.
- „Übergemeindliche Verbindungen und ihre Funktion im Römerbrief“, Estudios Biblicos 75, 2017, 245–281

### Bücher
- Luke’s Portrait of Gentiles Prior to Their Coming to Faith (= WUNT II. Reihe, 108). Mohr Siebeck, Tübingen 1999, ISBN 3-16-147139-3.
- Im Erscheinen (Habilitationsschrift): Übergemeindliche Verbindungen in den Briefen der paulinischen Mission: Vorkommen, Bedeutung, Funktion und Plausibilität (= WUNT I). Mohr Siebeck, Tübingen 2025.

### Editorials
- “World War One: Personal Reflections, Wider Issues and Some Tasks Ahead for European Theology”, European Journal of Theology 23, 2014, 99–103.

### Essays
- “Contested domains in the conflicts between the early Christian mission and Diaspora Judaism according to the Book of Acts”, in Wendy Mayer, Chris de Wet (eds.), Reconceiving Religious Conflict: New Views From the Formative Centuries of Christianity, Routledge Studies in the Early Christian World (London: Routledge, 2018), 139–181. 95 Seiten
- “’Enabling Conditions’ in the Conflicts of Acts 1–8:3”, Journal of Early Christian History 7.2, 2017, 54–86.
- “‘Holding Forth the Word of Life‘: Philippians 2:16a and Other References to Paul’s Understanding of the Involvement of Early Christian Communities in Spreading the Gospel”, Journal of Early Christian History 3, 2013, 61–82.
- “Human and Non-Human Creation and Its Redemption in Paul’s Letter to the Romans”, Neotestamentica 51.2, 2017, 261–289.
- “Jewish Believers in Paul’s Letter to the Romans”, Neotestamentica 52.1, 2018, 1–40.
- “Leadership and Collection: Paul’s Collection for the Saints in Jerusalem”, in Jack Barentsen, Volker Kessler, Elke Meier (eds.). Christian Leadership in a Changing World: Perspectives from Africa and Europe. Christian Perspectives on Leadership and Social Ethics 3 (Leuven: Peeters, 2016), 43–57.
- “Lifestyle and Leadership according to Paul’s Statement of Account before the Ephesian Elders in Acts 20:17–35”, HTS Teologiese Studies / Theological Studies
- “’Not the only Pebble on the Beach’: The Significance and Function of Paul’s References to Christians Other than the Addressees in 1 and 2 Corinthians”, Neotestamentica 45, 2011, 331–357.
- “Paul and the Mission of the Church”, Missionalia 39, 2011, 167–187.
- “Paul’s Jewish Gospel and the claims of Rome in Paul’s Epistle to the Romans”, Neotestamentica 46.2, 2012, 338–378.
- “Paul’s Mission as the Mission of the Church”, in R. L. Plummer, J. M. Terry (eds.). Paul’s Missionary Methods (Downers Grove: IVP, 2012), 75–94.
- “Shepherd the Church of God” (Acts 20:28): “Pastoral Metaphors for Leadership in the Bible”, in S. Jung, V. Kessler, L. Kretzschmar, E. Meier (eds.). Metaphors for Leading – Leading by Metaphors. Management – Ethik – Organisation 6 (Göttingen: V & R unipress, 2019), 153–164.
- „The Challenges and Opportunities for Preaching from the Acts of the Apostles“, in I. Paul, D. Wenham (eds.). We Proclaim the Word of Life: Preaching the New Testament Today (Nottingham: IVP, 2013), 87–100.
- “The Jewish Saviour for Israel in the Missionary Speeches of Acts”, in Aaron W. White, Craig A. Evans, David Wenham (eds.), The Earliest Perceptions of Jesus in Context: Essays in Honour of John Nolland on His 70th Birthday, LiNTS 566 (London: T. &. T Clark Bloomsbury, 2018), 148–162.
- „The Significance and Function of References to Christians in the Pauline Literature“, in Stanley E. Porter, Christopher D. Land (eds.). Paul and His Social Relations. Pauline Studies 7 (Leiden, Boston: Brill, 2013), 185–228.
- “‘Together with all who in every place call on the name of the Lord’ (1Cor 1,2): Paul’s References to Other Christians in 1 and 2 Corinthians”, in Israel M. Gallarte, Jesús Peláez (eds.), In Mari Via Tua: Philological Studies in Honour of Antonio Pinero, Estudios de Filología Neotestamentaria 11 (Córdoba: Ediciones el Almendro, 2016), 381–409.
- “’Transparency Intercongregational’: Financial Transparency in Paul’s Collection for the Saints in Jerusalem”, in H. Hagelia, M. Zehnder (eds.), The Bible and Money: Economy and Socioeconomic Ethics in the Bible. Bible and the Modern World 76 (Sheffield: Sheffield Phoenix Press, 2020), 243–263.
- “’Your Obedience is Known to All’ (Rom 16:19): Paul’s References to Other Christians and Their Function in Paul’s Letter to the Romans”, Novum Testamentum 57, 2015, 251–274.
- Die Sendung zu den Nichtjuden: Voraussetzungen und Auswirkungen der Heidenmission. In: Armin Daniel Baum und Rob van Houwelingen (Hrsg.): Kernthemen neutestamentlicher Theologie: Ein Studienbuch, Brunnen-Verlag, Gießen 2021, ISBN  978-3-7655-9575-2.

### Review Article
- “Recent Contributions to the Study of the Reception of the Bible and Their Implications for Biblical Studies in Africa”, Religion and Theology 22, 2015, 329–383.